# جيري بريستلي
جيري بريستلي (بالإنجليزية: Gerry Priestley)‏ هو لاعب كرة قدم بريطاني في مركز نصف الجناح، ولد في 2 مارس 1931 في هاليفاكس في المملكة المتحدة، وتوفي في 21 يناير 2020. لعب مع غريمسبي تاون وكريستال بالاس ونادي إكزتر سيتي ونادي هاليفاكس تاون ونوتينغهام فورست.